# Alessandro Del Mar
Alessandro Del Mar (nacido en Nápoles, Italia) es un director de cine pornográfico y actor italiano que es también conocido bajo los nombres de "Max Bellochio", "Max Bollecchio" y "Toni Montana". Ha dirigido más de 200 películas desde 1993.[cita requerida]

## Premios y nominaciones
- 2008 AVN Award ganador – Mejor Director, Versión Extranjera (Dangerous Sex)[2]
- 2009 Premio Hot d'Or ganador – Mejor Director Europeo, Mejor Guion Europeo, y Mejor Película Europea (todos por la película Billionaire - Private)[3][4]